# Georg Friedrich II. (Hohenlohe-Waldenburg-Schillingsfürst)
Georg Friedrich II. von Hohenlohe-Waldenburg-Schillingsfürst „der Jüngere“ (* 16. Mai 1595 in Waldenburg; † 20. September 1635 in Frankfurt am Main) war von 1600 bis 1615 mit seinen beiden älteren Brüdern regierender Graf zu Hohenlohe-Waldenburg und nach der Teilung 1615 bis zu seinem Tod Graf zu Hohenlohe-Schillingsfürst.

## Abstammung
Graf Georg Friedrich II. zu Hohenlohe-Schillingsfürst war der Sohn des Grafen Georg Friedrich I. von Hohenlohe-Waldenburg (1562–1600) und seiner Frau Dorothea Reuss von Plauen (1570–1631).

## Regierung
Georg Friedrich II. verlor seinen Vater bereits, als er noch ein fünfjähriger Knabe war, und herrschte deshalb ab dem Jahre 1600 zunächst zusammen mit seinen beiden älteren Brüdern, den Grafen Ludwig Eberhard (1590–1650) und  Philipp Heinrich (1591–1644) unter der Vormundschaft seiner Mutter, ehe dann 1615 die Landesteilung unter den drei Brüdern erfolgte. Graf Georg Friedrich II. heiratete am 7. April 1616 in Butzbach Dorothea Sophie Gräfin zu Solms-Hohensolms (* 17. Oktober 1595; † 8. Januar 1660 in Schillingsfürst), Tochter des Grafen Hermann Adolf zu Solms-Hohensolms (* 1545; † 1613) und von Anna Sophie von Mansfeld-Hinterort (* 1562; † 1601). Gräfin Dorothea Sophie war eine Frau von großer Entschlossenheit und Tatkraft, was sich als Charaktereigenschaft in den Wirren des Dreißigjährigen Krieges, der im Jahre 1618 ausgebrochen war, als hilfreich erweisen sollte.
Das Land hatte in den folgenden Jahren unermesslich viel zu leiden unter den ständigen Durchzügen und Einquartierungen der kriegsführenden Parteien und ihrer Truppen.
Im Sommer 1632 brannte der im Dienst des kaiserlichen Regiments Pappenheim stehende Oberst Arbogast von Andlau mit seinen kroatischen Truppen das Schloss Schillingsfürst nieder. Auch das Schloss in Bartenstein wurde von den Kroaten geplündert und niedergebrannt.
Graf Georg Friedrich II. starb 1635, also während des Dreißigjährigen Krieges, in Frankfurt. Viele seiner Kinder waren zu diesem Zeitpunkt noch unmündig; der jüngste Sohn war noch nicht einmal ein Jahr alt.
Die verwitwete Frau des Grafen Georg Friedrich II. war auf Grund ihrer Herkunft aus der Grafenlinie Solms-Hohensolms eine eifrige Anhängerin des reformierten calvinistischen Bekenntnisses, was nach dem Tod des Grafen 1635 zu Problemen führte, da Gräfin Dorothea Sophie den Versuch unternahm, ihre Glaubensgrundsätze in den lutherisch geprägten Kirchen ihres Herrschaftsgebiets durchzusetzen. So erzog sie ihren ältesten Sohn, Graf Moritz Friedrich, in ihrem Glauben, was die lutherischen Pfarrer bei der Erbhuldigung 1635 misstrauisch machte. Beim frühen Tod ihres ältesten Sohnes 1646 wollte sie in Frankenau eine Beerdigung nach reformiertem Ritus, was jedoch die Agnaten des Gesamthauses Hohenlohe unterbinden konnten, so dass eine Beerdigungszeremonie nach lutherischem Brauch erfolgen musste. Aus Verärgerung ließ Gräfin Dorothea Sophie einige Zeit darauf sämtliche Bilder aus den lutherischen Kirchen ihrer Grafschaft entfernen und verbrennen. Nach einer Klage der Agnaten des Gesamthauses Hohenlohe beim Reichskammergericht in Speyer erging 1652 das Urteil, dass Gräfin Dorothea Sophie die Kirchen wieder in den alten Zustand zu versetzen und sich künftig der Einmischung in die kirchlichen Angelegenheiten ihres Territoriums zu entsagen hatte.

## Nachkommen
Aus seiner Ehe mit Gräfin Dorothea Sophie gingen zehn Söhne und sechs Töchter hervor, von denen die folgenden das Erwachsenenalter erreichten:
- Elisabeth Dorothea (* 27. August 1617 in Schillingsfürst; † 12. November 1655 in Fürstenau) ⚭ 26. Juli 1635 Graf Georg Albrecht I. von Erbach (* 16. Dezember 1597; † 25. November 1647)
- Ernestine Sophie (* Juli 1618; † 1681) ⚭ 1656 Graf Wilhelm II. zu Solms-Braunfels (* 9. August 1609; † 19. Juli 1676)
- Philippine Sabine (* 26. Februar 1620; † 24. November 1681) ⚭ 20. Oktober 1663 in Greifenstein Graf Friedrich III. von Wied (* 16. November 1618; † 3. Mai 1698)
- Moritz Friedrich (* 19. April 1621; † 17. September 1646), Rittmeister
- Marie Juliane (* 23. März 1622 in Schillingsfürst; † 20. April 1675 in Friedlingen) ⚭ 23. Januar 1650 in Schillingsfürst Markgraf Karl Magnus von Baden-Durlach (* 27. März 1621; † 29. November 1658)
- Georg Adolf (* 21. März 1623 in Schillingsfürst; † 10. Juli 1656 in Rothenburg), stand in kurbairischen Diensten
- Wilhelm Heinrich (* 23. März 1624 in Schillingsfürst; † 25. Mai 1656 in Thorn), Obristleutnant in schwedischen Diensten
- Charlotte Christine (* 6. November 1625; † 13. August 1677) ⚭ 22. November 1656 in Fürstenau Graf Georg Ernst von Erbach (* 7. Oktober 1629; † 25. August 1669)
- Kraft (* 24. September 1626; † 26. Oktober 1644)
- Graf Christian zu Hohenlohe-Waldenburg-Bartenstein (* 31. August 1627 in Schillingsfürst; † 13. Juni 1675 in Neumarkt) ⚭ 18. Februar 1658 in Haltenbergstetten Lucia Gräfin von Hatzfeldt und Gleichen (* 1634; † 30. Mai 1716 in Nürnberg)
- Joachim Albert (* 9. November 1628; † 29. Mai 1656 in Thorn), Fähnrich in schwedischen Diensten
- Ludowika (* 28. Dezember 1629; † 1665)
- Ernst Otto (* 18. April 1631; † 15. Oktober 1664 in Wien), Obristleutnant beim Fränkischen Kreis-Kavallerieregiment
- Graf Ludwig Gustav zu Hohenlohe-Waldenburg-Schillingsfürst (* 8. Juni 1634; 21. Februar 1697 in Frankfurt) ⚭ 1. 18. Februar 1658 in Haltenbergstetten Marie Eleonore Gräfin von Hatzfeldt († 13. Juni 1667 in Schillingsfürst); ⚭ 2. 15. Juli 1668 in Mainz Anna Maria Freiin von Schönborn (* 18. Dezember 1648; † 6. März 1721 in Mainz)